# Xiling (Yichang)
Xiling (chiń. upr. 西陵区; chiń. trad. 西陵區; pinyin Xīlíng Qū) – dzielnica w środkowej części prefektury miejskiej Yichang w prowincji Hubei w Chińskiej Republice Ludowej. Liczba mieszkańców dzielnicy w 2010 roku wynosiła 104773.